# Englishman River (Vancouver Island)
Der Englishman River (Halkomelem: K̓wal̓uxw) ist ein Fluss an der Ostseite von Vancouver Island in der kanadischen Provinz British Columbia. Das Einzugsgebiet des Englishman River ist wegen der Lebensräume verschiedener Lachs-Arten bedeutend. Außerdem speist er die kommunale Wasserversorgung von Parksville und Umgebung.

## Geographie
Der Englishman River entspringt dem kleinen Jewel Lake an den Osthängen der Beaufort Range, unweit des Mount Arrowsmith, auf etwa 1380 m Höhe und fließt über rund 40 km ostwärts um am Rand der Kleinstadt Parksville in die Straße von Georgia zu münden. Im Einzugsgebiet des Englishman River liegen der Arrowsmith Lake, der Hidden Lake, der Fishtail Lake, der Rowbotham Lake, der Healy Lake, der Shelton Lake und der Rhododendron Lake. Etwa 12 bis 13 Kilometer vor seiner Mündung in die Straße von Georgia durchfließt der Fluss den Englishman River Falls Provincial Park. Innerhalb des Park liegen zwei Wasserfälle. Am ersten der beiden Wasserfälle, dem Englishman River Falls, stürzt der Fluss auf großer Breite über 24 Meter in eine enge Schlucht und ändert dann seine Fließrichtung um 90 Grad. Am Ausgang der Schlucht fällt der Fluss dann nochmals, diesmal am Lower Englishman River Falls um 8 Meter. Sowohl seine Ursprung wie auch die Mündung und der gesamte Lauf liegen im Regional District of Nanaimo.
Ein Staubecken am Englishman River ist die Trinkwasserquelle für Parksville.

### South Englishman River
Der südliche Arm des Englishman River entspringt dem Shelton (Echo) Lake und tritt kurz nach Verlassen dieses Sees am Nordende in den Healy (Panther) Lake ein. Der Fluss verlässt dann das gegenüberliegende Ende des Sees und fließt nordostwärts, bis er sich mit dem Hauptarm des Englishman River vereinigt.

## Geschichte
Der indigene Name des Flusses, Kw’a’luxw, bedeutet im Inseldialekt des Halkomelem „Ketalachs“ aufgrund der wohlbekannten Lachsvorkommen im Fluss.
Nach einer lokalen Legende fanden die Indigenen in dem Gebiet das Skelett eines weißen Mannes in der Nähe der Wasserfälle und gaben dem Fluss seinen heutigen Namen. Nach einer anderen Quelle bekam der Fluss seinen Namen, weil „Hirst, der erste Siedler am Fluss, von den Indianern ‚that Englishman by the river‘ genannt wurde. Dadurch wurde der Name Englishman's River bekannt“. Spanische Kartografen nannten den Fluss ursprünglich „Rio de Grullas“, vermutlich wegen der zahlreichen in seinem Ästuar siedelnden Kanadareiher (grulla ist spanisch für „Kranich“).

## Tourismus
Der Englishman River Falls Provincial Park ist ein beliebtes Touristenziel, etwa 10 km flussaufwärts von der Mündung gelegen. Er ist für seine beiden Wasserfälle und den Campingplatz bekannt. Außerdem ist der Park von einem Netz von Wanderwegen durchzogen. Der Park wurde am 20. Dezember 1940 eröffnet, um den Primärwald und das zugehörige Ökosystem entlang des Flusses in der Umgebung der Wasserfälle zu schützen.